# Edino Krieger
Edino Krieger (Brusque, 17 de março de 1928 – Rio de Janeiro, 6 de dezembro de 2022) foi um compositor brasileiro. Um dos criadores das bienais de música contemporânea e da Orquestra Sinfônica Nacional.

## Biografia
Brusquense de origem multiétnica, aos sete anos seu pai começou a instruí-lo em violino, e com 14 anos deu um concerto em Florianópolis que lhe valeu uma bolsa de estudos do governo do estado, transferindo-se para o Rio de Janeiro em março de 1943. Ali ingressou no Conservatório Brasileiro de Música, tendo aulas de violino  com Edith Reis. Frequentou também o curso livre de composição ministrado por Hans-Joachim Koellreutter, na instituição. Com a saída de Koellreutter do Conservatório, passou a frequentar os cursos em sua casa, estudando composição, análise musical e história da música e integrando o Grupo Música Viva ao lado de Koellreutter, Claudio Santoro, Guerra-Peixe e Eunice Catunda.
Recebeu em 1945 o Prêmio Música Viva por Música 1945 para oboé, clarinete e fagote. Em 1948 foi selecionado como bolsista do Departamento de Estado dos EUA, após indicação de Koellreutter. Concorriam compositores com menos de 21 anos, e a banca examinadora era presidida por Aaron Copland e formada por Henry Cowell, Gilbert Chase e Carleton Sprague Smith. Como bolsista, participou do Festival de Verão de Tanglewood, onde estudou orquestração com Aron Copland e conheceu Darius Milhaud. Em seguida recebeu bolsa para estudar por um ano na Juilliard School of Music de Nova Iorque, na classe de composição de Peter Mennin. Estudou também violino e tocou na Mozart Orchestra de Nova Iorque.  Representou a Juilliard no Simpósio de Compositores dos Estados Unidos e Canadá realizado em Boston, tendo executada sua obra Música de Câmara para flauta, trompete, violino e tímpanos.
Voltou ao Brasil em 1949, passando a procurar uma ocupação estável. Trabalhou com Koellreutter na organização do I Curso de Férias de Teresópolis em janeiro de 1950. Trabalhou com terapia musical no Hospital do Engenho de Dentro, e no mesmo ano tornou-se colaborador da Rádio MEC, da Rádio Roquette Pinto e crítico musical do jornal Tribuna da Imprensa. 
Em 1955 recebeu bolsa do British Council para aperfeiçoamento em composição em Londres. A caminho da Europa, viajou com a delegação brasileira para o Festival da Juventude em Varsóvia, onde obteve o Prêmio Internacional da Paz. Chegando a Londres, estudo composição com  Lennox Berkeley, e trabalhou para a Rádio BBC produzindo programas sobre compositores britânicos contemporâneos que seriam transmitidos para o Brasil ao longo do ano de 1956. 

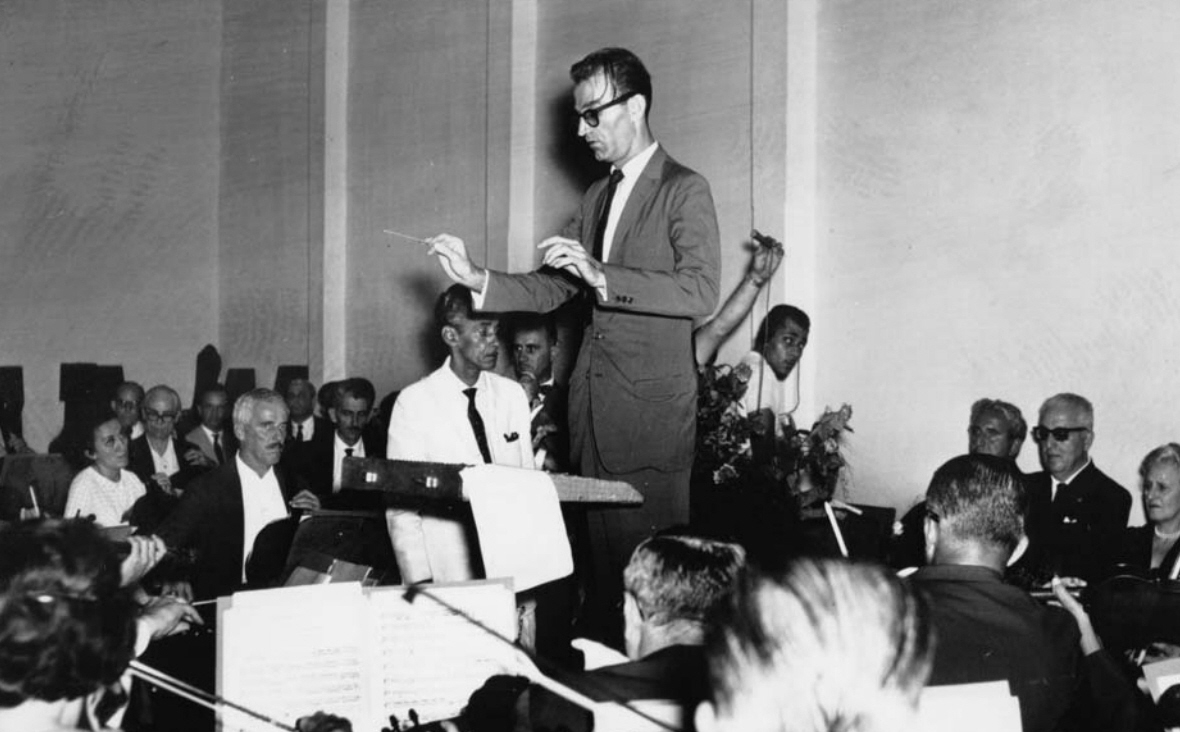
O compositor Edino Krieger, regendo a Orquestra Sinfônica Nacional

Retornando ao Brasil, reassumiu seu posto na Rádio MEC, onde foi indicado Diretor Musical e regente assistente da Orquestra Sinfônica Nacional. Em 1959 conquistou o prêmio maior do I Concurso Nacional de Composição do Ministério da Educação, com o Divertimento para Cordas, e foi agraciado com a Medalha de Honra do Cinqüentenário do Teatro Municipal do Rio de Janeiro. Em 1961 seu Quarteto de Cordas nº 1 obteve o Prêmio Nacional do Disco. Em 1968 recebeu o Troféu Golfinho de Ouro pelo conjunto de sua obra, o que se repetiu em 1988. Em 1976 foi indicado Diretor Artístico da FUNTERJ - Fundação de Teatros do Rio de Janeiro, organizando a temporada de reabertura do Teatro Municipal e o Centro de Produções Teatrais de Inhaúma. Em 1979 criou o Projeto Memória Musical Brasileira junto ao Instituto Nacional de Arte.
Na década de 1980 recebeu vários prêmios e honrarias, como o título de Cidadão Emérito do estado do Rio de Janeiro (1982), uma condecoração do governo da Polônia em 1984, a Medalha Anita Garibaldi de Santa Catarina (1986), o Prêmio Shell de Música (1987) e foi patrono de um concurso de piano em sua cidade natal. Entre 1981 e 1989 dirigiu o Instituto Nacional de Música da FUNARTE, fundação também presidida por ele de 1989 até 1990, data de sua extinção, e de 2003 a 2006 exerceu a Presidência da Fundação Museu da Imagem e do Som do Rio de Janeiro. Foi presidente da Academia Brasileira de Música, tendo sido eleito por unanimidade. Seu filho Edu Krieger também é músico e compositor.
Morreu em 6 de dezembro de 2022, aos 94 anos de idade, na Casa de Saúde São José no Rio de Janeiro.

### Obras e estilo
Edino Krieger desenvolve uma trajetória polimorfa. Sua primeira obra, de 1944, é uma Sonata para violino em estilo barroco que relembra Corelli. Do mesmo ano é seu Improviso, já seguindo o impressionismo musical. A influência de Koellreutter se faz notar logo no ano seguinte, com o Trio 1945, o Quarteto de cordas e a canção Tem piedade de mim.
Nos Estados Unidos começou seu desligamento da escola dodecafonista e suas explorações com novas técnicas de harmonia e orquestração, como fruto de seu contato com Milhaud e Aaron Copland. Desta fase são sua Melopéia, para grupo de câmara, e Fantasia, para grande orquestra. Reincidências no dodecafonismo aconteceram sob o estímulo de Krenek, gerando o Sururu nos doze (1951), a Música para piano e a Balada para três vozes femininas, flauta e violão, onde já se nota um hibridismo estilístico, com exóticas explorações de modalismos em atmosferas dodecafônicas.
A década de 1950 começa com trabalhos de índole neoclássica como o Rondò fantasia e a grande Abertura sinfônica, inspirados na escola de Hindemith, e envereda pelo universo dos regionalismos, compondo canções como Tu e o vento, Balada do desesperado e Desafio.

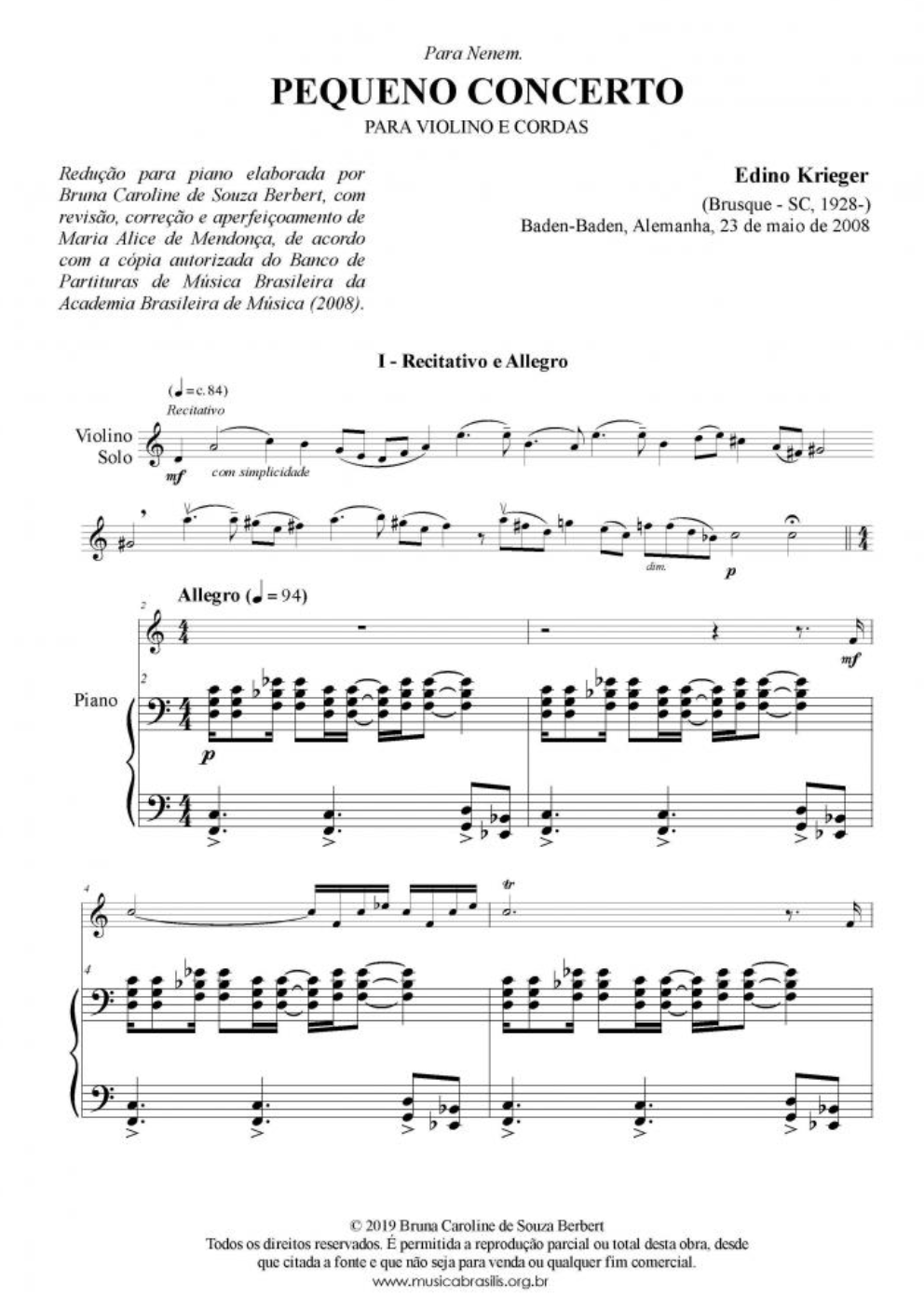
Pequeno Concerto para Violino e Cordas (Edino Krieger) - 1a página. Partitura completa disponível no portal Musica Brasilis.

A fase londrina é caracterizada por um certo retraimento, preocupando-se mais com o maior acabamento formal e com uma busca de novos horizontes. Disto surgem obras de alta qualidade e de caráter nacionalista, como o 1º Quarteto de Cordas (sua primeira tentativa anterior foi renegada pelo autor), o Concerto para piano e orquestra, a Sonatina para piano solo e a suíte Brasiliana, uma de suas composições mais conhecidas e apreciadas pelo grande público.
Em 1961 compôs as músicas do filme Bruma Seca e em 1970, para O Meu Pé de Laranja Lima. As décadas de 1960 e 1970 foram marcadas pelo surgimento de algumas de suas peças mais significativas: o Ludus Symphonicus (1965), escrito para o 3º Festival de Música de Caracas e estreada pela Orquestra Filarmônica da Filadélfia, o bailado Convergências (1968); o Canticum Naturale (1972), para soprano e orquestra, baseada em cantos de pássaros e ruídos ambientais da Amazônia; Ritmata (1974), para violão solo, de grande sucesso, e o notável Estro Armonico, de 1975, uma de suas obras-primas, organizada em um sistema de serialismo vertical de grande coesão estrutural.
Os anos 80 também testemunharam a aparição de composições bem sucedidas, como Sonâncias I para violino e dois pianos (1981) e o Romance de Santa Cecília (1989), para narrador, soprano, coro infantil e orquestra, em três movimentos, onde empregou motivos de antigas danças e cantos plagais para criar uma atmosfera de alegria, despojamento e devoção.
Sua produção mais recente é assinalada pelo Concerto para dois violões e cordas (1994), o Te Deum puerorum Brasiliae (1997), composto para a visita do Papa ao Rio de Janeiro, onde fundiu vários sistemas modais: cantos gregorianos, regionalistas e indígenas, e Terra Brasilis, escrita por encomenda do Ministério da Cultura para celebrar os 500 anos do descobrimento do Brasil. Sua obra mais conhecida é Canticum Naturale (1972), para soprano e orquestra, baseada em cantos de pássaros e ruídos ambientais da Amazônia.